# آنتون جمیل
آنتون جُمَیِّل (به عربی: أنطون الجُميّل) (۱۸۸۷، بیروت – ۱۳ نوامبر ۱۹۴۸، قاهره) نویسنده و روزنامه‌نگار لبنانی بود.

## زندگی
«آنتون بن جمیّل بن آنتون» از خانوادهٔ سرشناس جمیّل از مارونیهای لبنان؛ زادهٔ ۱۸۸۷ در بیروت، در مدرسه مسیحی درس خواند و سپس همان‌جا به تدریس پرادخت. سردبیری روزنامهٔ البشیر در سال ۱۹۰۸ را برعهده گرفت. به مصر کوچید و همراه امین تقی‌الدین در نشر مجلهٔ الزهور همکاری کرد. در وزارت اقتصاد مصر و روزنامهٔ الأهرام نیز کار کرد و به سردبیری‌اش رسید. عضو مجلس سنای مصر، عضو فرهنگستان علمی عربی در دمشق، عضو فرهنگستان زبان‌شناسی در قاهره برگزیده شد.

## آثار
- احمد شوقی|شوقی، شاعر الأمراء
- السموأل و وفاء العرب (رمان)
- أبطال الحریة (نمایشنامه)
- البحر المتوسط و التمدن (دریای مدیترانه و شهرنشینی)
- مختارات الزهور[۱]